# Vedran Ćorluka
Vedran Ćorluka, né le 5 février 1986 à Derventa en Yougoslavie (aujourd'hui en Bosnie-Herzégovine), est un footballeur international croate ayant évolué au poste de défenseur central au niveau professionnel de 2004 à 2021.

## Biographie

### En club

#### Ses débuts
Ćorluka est né à Derventa en Bosnie-Herzégovine. Ses parents, Jozo et Andja sont originaires de Modran, un petit village proche de Derventa. La famille Corluka fuit la guerre civile en 1992 vers Zagreb.
Il commence le football dans les équipes de jeunes du Dinamo Zagreb à 8 ans et est intégré au groupe pro en 2003 mais ne joue aucun match lors de sa première saison. Il est alors prêté à l'Inter Zapresic qui termine deuxième du championnat avant de retourner au Dinamo en 2005. Il prend un rôle de plus en plus important les saisons suivantes et participe activement à la victoire en Coupe de Croatie 2006.

#### Manchester City
Vedran Ćorluka signe pour cinq ans à Manchester City le 2 aout 2007.
Il joue son premier match sous ses nouvelles couleurs le 11 août 2007, lors de la première journée de la saison 2007-2008 de Premier League face à West Ham United. Il est titularisé et son équipe s'impose par deux buts à zéro.
Sa première saison en Angleterre s'avère intéressante, composant la défense centrale titulaire avec Richard Dunne, et le club termine neuvième. Grâce au classement du fair-play, City gagne une participation en Coupe UEFA pour la saison suivante. Ćorluka est parfois utilisé comme milieu défensif.
Il marque son premier but lors de l'ouverture de la saison 2008-2009 contre Aston Villa (défaite 4-2). Son dernier match avec Manchester City a lieu le 31 août 2008 contre Sunderland, en championnat (victoire 0-3 de Manchester City). Il donne alors son maillot aux supporters.

#### Tottenham
Ćorluka est officiellement transféré à Tottenham Hotspur le 1er septembre 2008. Il rejoint ainsi son coéquipier en équipe nationale Luka Modrić qui était également au Dinamo Zagreb. Le 19 octobre, il se blesse gravement contre Stoke City, il est inconscient après un choc avec son gardien. Le diagnostic est rassurant, il n'y a aucun dommage sérieux.
Il marque son premier but en mars 2009 sur penalty contre Manchester United.

#### Bayer Leverkusen
En manque de temps de jeu à Tottenham, Ćorluka est prêté pour six mois avec option d'achat au Bayer Leverkusen durant le mercato d'hiver 2012. Il fait ses débuts avec le club le 4 février dans un match nul contre Stuttgart 2-2.
Le Bayer décide de ne pas lever l'option d'achat en fin de saison en grande partie pour des raisons financières.

#### Lokomotiv Moscou
Ćorluka signe au Lokomotiv Moscou le 27 juin 2012. Il y retrouve Slaven Bilić qui s’apprête à quitter l'équipe nationale pour entraîner le club russe.
Il remporte son premier trophée avec le Lokomotiv Moscou le 21 mai 2015, lors de la finale de la coupe de Russie 2014-2015 contre le Kouban Krasnodar. Il est titularisé lors de cette rencontre qui se solde par la victoire des siens par trois buts à un, après prolongations. Après cette saison 2014-2015 il est nommé joueur de l'année par les supporters du Lokomotiv.
En avril 2021, Ćorluka annonce son départ du Lokomotiv Moscou à l'issue de la saison 2020-2021, après neuf saisons passées au club, et il met un terme à sa carrière professionnelle par la même occasion. Il joue son dernier match le 16 mai 2021, lors de la dernière journée de championnat face au FK Oural. Il est titularisé et son équipe s'impose par un but à zéro,.

### En sélection

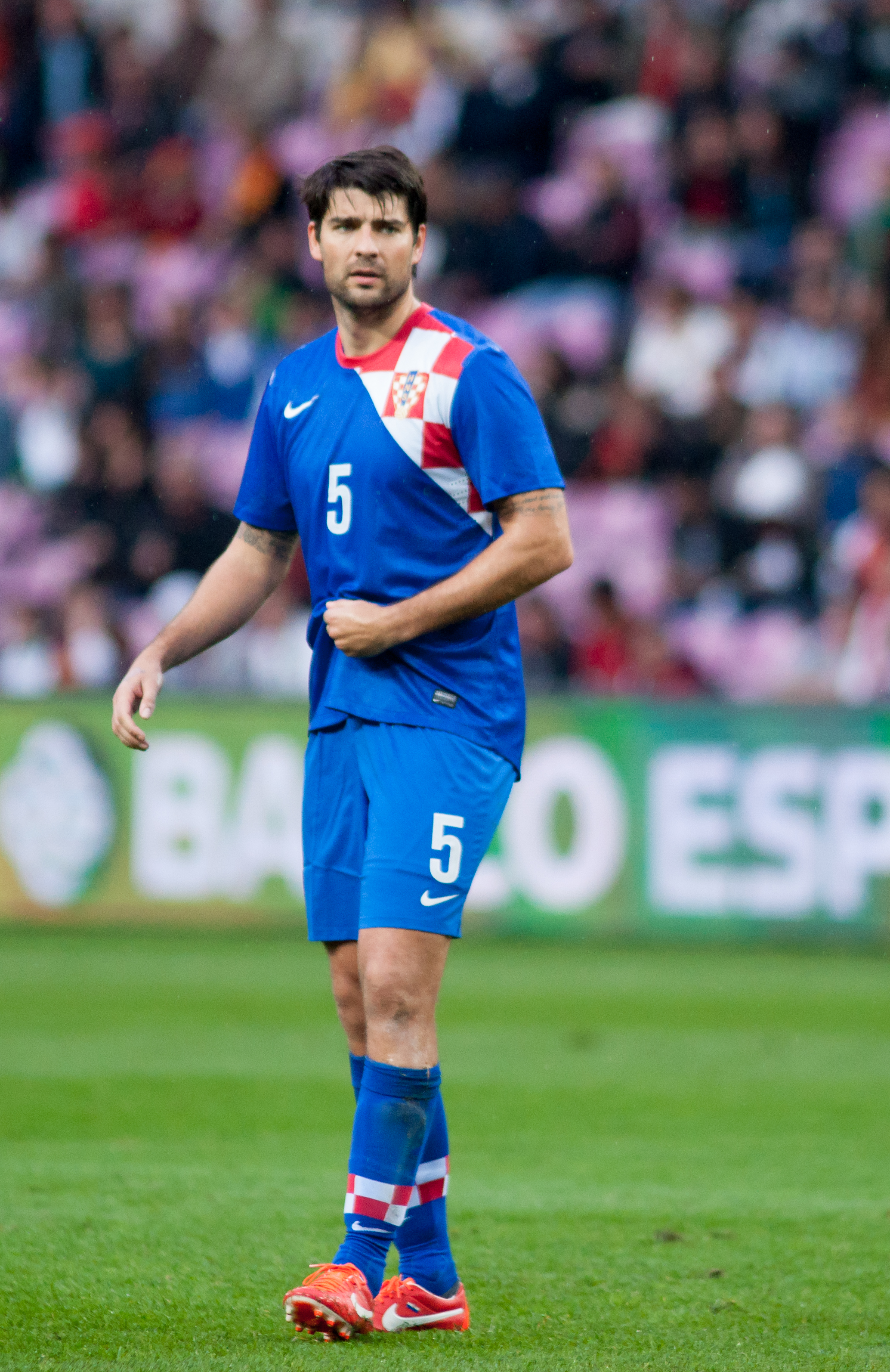
Ćorluka sous le maillot de la Croatie en 2013.

Le 16 août 2006, Vedran Ćorluka honore sa première sélection avec l'équipe nationale de Croatie en entrant en cours de jeu à la place d'Anthony Šerić contre l'Italie. Son équipe s'impose ce jour-là par deux buts à zéro.
Sélectionné pour disputer l'Euro 2008, Ćorluka est régulièrement titularisé mais la Croatie est éliminée en quarts de finale contre la Turquie aux tirs au but.
Ćorluka marque son premier but pour la Croatie le 8 octobre 2009, lors d'un match amical face au Qatar. Titularisé, il ouvre le score de la tête après sept minutes de jeu et participe à la victoire de son équipe par trois buts à deux.
Ćorluka participe à l'Euro 2012 en Ukraine et Pologne durant lequel il alterne entre la défense centrale et les côtés selon les besoins de l'entraîneur. Le défenseur croate est également présent dans le groupe croate lors de la Coupe du monde 2014 (la Croatie est éliminée au premier tour), de l'Euro 2016 (éliminée en huitièmes de finale) et de la Coupe du monde 2018, durant laquelle la Croatie est défaite en finale contre la France.
Le 10 août 2018, Ćorluka annonce qu'il met un terme à sa carrière internationale.

## Statistiques
| Saison                | Club                    | Championnat           | Championnat | Championnat | Coupe(s) nationale(s) | Coupe(s) nationale(s) | Compétition(s) continentale(s) | Compétition(s) continentale(s) | Compétition(s) continentale(s) | Croatie | Croatie | Total | Total |
| Saison                | Club                    | Division              | M.          | B.          | M.                    | B.                    | Comp.                          | M.                             | B.                             | M.      | B.      | M.    | B.    |
| 2004-2005             | Inter Zaprešić (prêt)   | Prva HNL              | 27          | 4           | -                     | -                     | -                              | -                              | -                              | -       | -       | 27    | 4     |
| 2005-2006             | Dinamo Zagreb           | Prva HNL              | 31          | 3           | 2                     | 1                     | -                              | -                              | -                              | -       | -       | 33    | 4     |
| 2006-2007             | Dinamo Zagreb           | Prva HNL              | 30          | 4           | 9                     | 0                     | C1+C3                          | 4+2                            | 0+0                            | 9       | 0       | 54    | 4     |
| 2007-2008             | Dinamo Zagreb           | Prva HNL              | -           | -           | -                     | -                     | C1                             | 1                              | 0                              | -       | -       | 1     | 0     |
| Sous-total            | Sous-total              | Sous-total            | 88          | 10          | 11                    | 1                     | -                              | 7                              | 0                              | 9       | 0       | 115   | 11    |
| 2007-2008             | Manchester City         | Premier League        | 35          | 0           | 6                     | 0                     | -                              | -                              | -                              | 15      | 0       | 56    | 0     |
| 2008-2009             | Manchester City         | Premier League        | 3           | 1           | -                     | -                     | C3                             | 3                              | 0                              | 1       | 0       | 7     | 1     |
| Sous-total            | Sous-total              | Sous-total            | 38          | 1           | 6                     | 0                     | -                              | 3                              | 0                              | 16      | 0       | 63    | 1     |
| 2008-2009             | Tottenham Hotspur       | Premier League        | 34          | 0           | 7                     | 0                     | -                              | -                              | -                              | 7       | 0       | 48    | 0     |
| 2009-2010             | Tottenham Hotspur       | Premier League        | 29          | 1           | 7                     | 0                     | -                              | -                              | -                              | 5       | 1       | 41    | 2     |
| 2010-2011             | Tottenham Hotspur       | Premier League        | 15          | 0           | 1                     | 0                     | C1                             | 8                              | 0                              | 9       | 0       | 33    | 0     |
| 2011-2012             | Tottenham Hotspur       | Premier League        | 3           | 0           | 1                     | 0                     | C3                             | 4                              | 0                              | 6       | 1       | 14    | 1     |
| Sous-total            | Sous-total              | Sous-total            | 91          | 1           | 16                    | 0                     | -                              | 12                             | 0                              | 27      | 2       | 146   | 3     |
| 2011-2012             | Bayer Leverkusen (prêt) | Bundesliga            | 7           | 0           | -                     | -                     | C1                             | 1                              | 0                              | 5       | 1       | 13    | 1     |
| Sous-total            | Sous-total              | Sous-total            | 7           | 0           | -                     | -                     | -                              | 1                              | 0                              | 5       | 1       | 13    | 1     |
| 2012-2013             | Lokomotiv Moscou        | Premier-Liga          | 27          | 1           | 1                     | 0                     | -                              | -                              | -                              | 7       | 1       | 35    | 2     |
| 2013-2014             | Lokomotiv Moscou        | Premier-Liga          | 28          | 1           | -                     | -                     | -                              | -                              | -                              | 11      | 0       | 39    | 1     |
| 2014-2015             | Lokomotiv Moscou        | Premier-Liga          | 26          | 2           | 4                     | 0                     | C3                             | 2                              | 0                              | 6       | 0       | 38    | 2     |
| 2015-2016             | Lokomotiv Moscou        | Premier-Liga          | 24          | 3           | 1                     | 0                     | C3                             | 4                              | 0                              | 11      | 0       | 40    | 3     |
| 2016-2017             | Lokomotiv Moscou        | Premier-Liga          | 19          | 0           | 2                     | 0                     | -                              | -                              | -                              | 3       | 0       | 24    | 0     |
| 2017-2018             | Lokomotiv Moscou        | Premier-Liga          | 6           | 0           | -                     | -                     | C3                             | 2                              | 0                              | 8       | 0       | 16    | 0     |
| 2018-2019             | Lokomotiv Moscou        | Premier-Liga          | 21          | 0           | 6                     | 1                     | C1                             | 3                              | 0                              | -       | -       | 30    | 1     |
| 2019-2020             | Lokomotiv Moscou        | Premier-Liga          | 27          | 0           | 1                     | 0                     | C1                             | 6                              | 0                              | -       | -       | 34    | 0     |
| 2020-2021             | Lokomotiv Moscou        | Premier-Liga          | 22          | 0           | 5                     | 1                     | C1                             | 5                              | 0                              | -       | -       | 32    | 1     |
| Sous-total            | Sous-total              | Sous-total            | 200         | 7           | 20                    | 2                     | -                              | 22                             | 0                              | 46      | 1       | 288   | 10    |
| Total sur la carrière | Total sur la carrière   | Total sur la carrière | 424         | 19          | 53                    | 3                     | -                              | 45                             | 0                              | 103     | 4       | 625   | 26    |

## Palmarès

### En club
Dinamo Zagreb
- Champion de Croatie en 2006 et 2007
- Vainqueur de la Coupe de Croatie en 2007
- Vainqueur de la Supercoupe de Croatie en 2006.

 Tottenham Hotspur
- Finaliste de la Coupe de la Ligue en 2009.

 Lokomotiv Moscou
- Champion de Russie en 2018.
- Vainqueur de la Coupe de Russie en 2015, 2019 et 2021.
- Vainqueur de la Supercoupe de Russie en 2019.

### En sélection nationale
Croatie
- Finaliste de la Coupe du monde en 2018.